# Térmicas
Térmicas são fenômenos de escoamento estruturados na forma de circulações produzidas por convecção térmica na camada limite atmosférica que estabelece condições favoráveis ao voo de aeronaves sem motor, tais como planadores, asa delta e paragliders, proporcionadas pelo movimento de ar quente desde a superfície aquecida até o topo da camada limite atmosférica convectiva.
As térmicas normalmente são marcadas por nuvens cumulus, resultado do resfriamento adiabático do ar ascendente até o ponto de orvalho. A altitude onde isso acontece é chamada nível de condensação e é mais ou menos constante em uma mesma região.

## Ocorrência de térmicas
Térmicas são comuns sobre superfícies aquecidas pela radiação solar, onde existam contrastes de temperatura, favorecendo a convecção na atmosfera. Também sobre oceanos de águas relativamente de quentes em latitudes médias e baixas, por exemplo, a região da zona de convergência intertropical (ZCIT).
O Brasil possui regiões de excelentes térmicas para o voo sem motor. Por exemplo, a cidade de Governador Valadares no Estado de Minas Gerais é considerada como uma capital mundial do voo livre por apresentar térmicas entre as melhores do mundo.
Ainda mais favoráveis são as condições na região de Picos, PI, onde está o maior índice de evaporação (associado à formação de térmicas).

## Curiosidade
Nas cidades tropicais, é possível também identificar a existência de térmicas pela concentração dos bandos de urubus descrevendo espirais ascendentes, ou abaixo de nuvens cumulus de bom tempo, ou sobre queimadas que geram os chamados piro-cumulus.